# 佐藤康夫
佐藤 康夫（さとう やすお、1894年3月31日 - 1943年3月3日）は、日本の海軍軍人。最終階級は海軍中将。

## 経歴

### 太平洋戦争以前
医師・佐藤慶治の息子として東京で生まれる。静岡中学校を経て、1916年（大正5年）11月、海軍兵学校（44期）を卒業し、11月22日附で海軍少尉候補生。装甲巡洋艦「常磐」乗組。兵学校同期には、西田正雄（第三次ソロモン海戦時の戦艦比叡艦長）、黒島亀人（開戦時の連合艦隊参謀）、柳本柳作（空母蒼龍艦長）、早川幹夫（重巡鳥海艦長）、松田千秋（戦艦大和艦長）、朝倉豊次（戦艦武蔵艦長）、篠田勝清（戦艦山城艦長）等がいる。若い頃から愛煙家・酒豪で知られていた。
1917年（大正6年）8月17日、佐藤や小西要人少尉候補生は扶桑型戦艦扶桑への乗組を命じられる。12月1日附で、海軍少尉に任官。防護巡洋艦「平戸」乗組。
その後、海軍砲術学校普通科、海軍水雷学校普通科を卒業する。
1919年（大正8年）12月1日附で海軍中尉任官。
小型艦（初代神風型駆逐艦松風、樺型駆逐艦松など）の乗組を経て、1922年（大正11年）12月1日附で海軍大尉任官。12月20日附で運送艦能登呂の分隊長に補職される。
1924年（大正13年）4月25日附で、能登呂分隊長から鎮海防備隊分隊長へ転勤した。10月25日附で横須賀鎮守府附となる。海軍水雷学校高等科に進み、本格的に水雷の道を歩み始める。
以後、駆逐艦「欅」乗組（水雷長）を経て、1925年（大正15年）12月1日附で防護巡洋艦「矢矧」水雷長に補職。
1927年（昭和2年）12月1日、潜水母艦「韓崎」水雷長。1928年（昭和3年）12月10日附で潮型掃海艇の第十一号掃海艇（旧初代神風型駆逐艦「長月」）艇長に任命される。
1929年（昭和4年）5月10日、佐藤は樺型駆逐艦楓の駆逐艦長に補職された。楓以降、佐藤は9年間にわたり各艦の駆逐艦長を歴任する。同年11月30日附で、海軍少佐任官。
1930年（昭和5年）12月1日、桃型駆逐艦（二等駆逐艦）桃の駆逐艦長に補職される。
1932年（昭和7年）11月15日、神風型駆逐艦春風の駆逐艦長に任命される。
1934年（昭和9年）11月15日、佐藤は吹雪型駆逐艦敷波の駆逐艦長となる。
敷波駆逐艦長として活動中の1935年（昭和10年）11月15日附で、海軍中佐任官。
1936年（昭和11年）12月1日附で、吹雪型駆逐艦暁の駆逐艦長に補職される。
1937年（昭和12年）7月6日附で、佐藤は建造中の朝潮型駆逐艦3番艦満潮艤装員長に補職。10月31日、巡洋艦2隻（鈴谷、熊野）、朝潮型駆逐艦2隻（大潮、満潮）は同時に竣工。佐藤は満潮艦長（初代）となる。
12月1日、佐藤（満潮艦長）は馬公防備隊副長へ転任した。
1938年（昭和13年）8月1日、佐藤中佐は第1防備隊司令へ転任。
約1年間の陸上勤務（馬公防備隊副長、第1防備隊司令）を経て、1939年（昭和14年）11月15日附で佐藤は妙高型重巡洋艦那智副長に補職される。同日附で八代祐吉大佐（当時、重巡熊野艦長）も那智艦長に任命された。
1940年（昭和15年）7月20日附で那智副長の任を解かれ、呉鎮守府附。8月15日、佐藤中佐は杉浦嘉十中佐の後任として第5駆逐隊司令に補職された。
同年11月15日、第5駆逐隊司令在職中に海軍大佐へ進級。同日附で日本海軍は第五水雷戦隊（司令官原顕三郎少将、旗艦名取）を編制した。第5駆逐隊は第五水雷戦隊所属となり、佐藤大佐は引き続き神風型駆逐艦4隻（春風、旗風、松風、朝風）の第5駆逐隊を指揮して支那事変の最前線で活動する。
1941年（昭和16年）4月10日、佐藤大佐（第5駆逐隊司令）は朝潮型駆逐艦4隻（朝雲、夏雲、峯雲、山雲）で編制された第9駆逐隊の駆逐隊司令に任命される。当時の第9駆逐隊は第四水雷戦隊（司令官西村祥治少将、旗艦那珂）に所属していた。
佐藤は太平洋戦争開戦を第9駆逐隊司令として迎え、数々の海戦や作戦に参加した。第8駆逐隊司令へ転任直後の1943年（昭和18年）3月3日、ビスマルク海海戦に参加、ダンピール海峡において司令駆逐艦の朝潮沈没時に戦死した。佐藤の太平洋戦争における経歴は以下のとおりである。

### スラバヤ沖海戦
佐藤康夫（当時海軍大佐、第9駆逐隊司令）は、1942年（昭和17年）2月27日-3月1日に起きた『スラバヤ沖海戦』で名を馳せた。2月27日昼戦において、第五戦隊（重巡那智、羽黒）、第二水雷戦隊（司令官田中頼三少将：軽巡神通）、第四水雷戦隊（司令官西村祥治少将：軽巡那珂）は酸素魚雷の長射程を頼りに一万m以上で魚雷を発射した。高木少将からの全軍突撃命令がくだされたあとの第四水雷戦隊子隊の第2駆逐隊（村雨、五月雨、夕立、春雨）による雷撃も、距離8000mほどだった。ところが第四水雷戦隊・第9駆逐隊（佐藤司令）は指揮下の駆逐艦2隻（朝雲、峯雲）を率いて、さらに敵艦隊に接近した。
日本艦隊の他隊が次々に魚雷を発射し反転していくのを見て、朝雲水雷長が「司令、もう撃ちましょう」と何度も催促するのを「もうちっと、もうちっと」と発射の号令を下さなかった。仮屋貞雄大尉（朝雲砲術長）によれば、岩橋透中佐（朝雲艦長）が「第2駆逐隊と同じく距離8000mでの発射と退避」を進言したのに対して佐藤司令は「艦長、後ろを見るな」と一言し、肉薄攻撃を続けた。
5000m（戦史叢書では6000m）まで接近したところで魚雷を発射。しかし尚も反転せずにそのまま直進を続け敵艦隊に肉薄しつづけた。これに対して連合軍艦隊から、イギリスの駆逐艦エンカウンター(HMS Encounter, H10) とエレクトラ（HMS Electra，H27)が反撃した。距離3000mでの砲撃戦でエレクトラは航行不能となったが、反撃の一弾が「朝雲」の機械室に命中し、電源故障を起こした。電源が止まった朝雲ではあったが、佐藤大佐の「砲は人力で操作せよ、砲撃を続行せよ」との命令の下、砲塔の各個照準砲撃と「峯雲」の砲撃により、ついにエレクトラを撃沈した。9駆（朝雲、峯雲）の活躍を見ていた村雨水雷長（第2駆逐隊）は佐藤司令の一瞬の決心と実行力に感嘆している。
2月27日昼戦の日本側指揮官であった第五戦隊司令官高木武雄少将もこの第9駆逐隊と佐藤大佐の奮闘ぶりを特筆し、称賛している。もっとも第9駆逐隊は、エレクトラ撃沈・エンカウンター撃退の戦果に対し、軽巡1隻・駆逐艦2隻の撃沈を報告しており、戦果検討の席上で異論に対し佐藤が「遠くへ逃げてばかりいた奴になにがわかるか！」と怒鳴り付けた一幕もあった。

### ガダルカナル島の戦い
佐藤を非常に褒めていたのが、橋本信太郎少将（ガダルカナル島戦当時、第三水雷戦隊司令官。昭和18年2月14日、三水戦司令官を木村昌福少将と交替。3月15日より水雷学校校長）である。制空権・制海権のない海域における駆逐艦による輸送作戦（鼠輸送）によって損傷艦が続出し、自分から輸送作戦参加を申し出る駆逐隊司令はいなかった。橋本司令官が迷っていると、佐藤は「私の隊にやらせて下さい」と申し出たという。また他の艦は積荷が多いのを嫌がるのに対し、佐藤司令（朝雲）は「もっと積むものはないか」と積極的であった。橋本少将は佐藤について『淡々として、しかも謙虚、まことに頭が下がる思いであった』と水雷学校で語ったという。
佐藤は引続き朝雲を司令駆逐艦として戦場にのぞんだが、10月2日に姉妹艦峯雲（第9駆逐隊）が被弾して内地へ回航された。10月11-12日のサボ島沖海戦における佐藤は、夜戦で沈没した重巡洋艦古鷹と駆逐艦吹雪（第11駆逐隊）救援のため、駆逐艦4隻（第9駆逐隊〈朝雲、夏雲〉、第11駆逐隊〈白雪、叢雲〉）を率いて戦場に戻った。だが空襲により指揮下の駆逐艦夏雲（第9駆逐隊）と叢雲（第11駆逐隊）が沈没したため、朝雲と白雪をして乗組員を救助した。健在の第9駆逐隊は朝雲1隻となり、第三次ソロモン海戦やケ号作戦に参加した。

### その最期
1943年（昭和18年）2月15日、佐藤は朝潮型駆逐艦4隻（朝潮、大潮、満潮、荒潮）で編制された第8駆逐隊司令に任命された。前任の第8駆逐隊司令山代勝守大佐は第三次ソロモン海戦やケ号作戦を終えたあと、病気療養のため内地に戻ることになっていた。佐藤も内地で休養配置につく立場であったが、あえて最前線の職務を引き受けたという。なお佐藤の後任の第9駆逐隊司令には小西要人大佐が任命されている（後日、空母雲龍艦長として戦死）。小西と佐藤とは、海軍兵学校同期であった。
当時、佐藤が初代駆逐艦長を務めた朝潮型駆逐艦3番艦満潮（艦長鈴木保厚中佐）は、11月13日の第三次ソロモン海戦で大破、戦闘不能状態だった。
2月20日、佐藤が乗艦する朝潮型駆逐艦大潮（艦長廣瀬弘中佐）がアメリカの潜水艦アルバコア (USS Albacore, SS-218)の魚雷攻撃で撃沈され、佐藤は司令駆逐艦を臨時に荒潮に変更した。第8駆逐隊の実動戦力は2隻（朝潮、荒潮）のみとなる。
同月末、第8駆逐隊（朝潮、荒潮）は東部ニューギニアの要衝ラエに対する増援作戦「八十一号作戦」（指揮官草鹿任一海軍中将/南東方面艦隊司令長官兼務第十一航空艦隊司令長官）に護衛部隊（指揮官木村昌福第三水雷戦隊司令官）として参加した。日本海軍と日本陸軍の妥協の産物である本作戦は、作戦を立案した海軍側でも成算の見込みがほとんど無く、作戦を直接担当する第八艦隊（外南洋部隊指揮官三川軍一中将/第八艦隊司令長官）も憂慮していた。
ラバウル出撃の前晩、佐藤は海兵の一期下で同じ分隊であった特務艦野島艦長松本亀太郎大佐（海兵45期）と酒を酌み交わした際に、「今度の作戦は危ないかもしれん。貴様の艦がやられたときにはすぐに飛んでいって救助してやるから安心しろ」と約束していた。本作戦には、かつて佐藤が司令駆逐艦としていた朝雲と、佐藤が駆逐艦長を務めた敷波も加わっていた。
3月2日、空襲により輸送船旭盛丸が沈没し、生存者と陸兵を駆逐艦2隻（朝雲、雪風）が救助してラエへ送り届け、ふたたび船団護衛に戻った。
3月3日、アメリカ軍機の空襲により輸送船団は大損害を受け、護衛部隊からは駆逐艦3隻（白雪、荒潮、時津風）が沈没もしくは航行不能となった。
第三水雷戦隊司令官木村昌福少将（負傷）は沈没する白雪（旗艦）から、健在の駆逐艦敷波（第19駆逐隊）へ移動して救助作業を指揮していたが、連合軍機発進の報告をうけて残存艦艇（敷波、浦波、朝潮、雪風、朝雲）に救助作業中止と一時退避命令を下した。佐藤は無傷であった第8駆逐隊司令駆逐艦朝潮（艦長吉井五郎中佐）に座乗していたが、作戦前に松本大佐と交わしていた約束を守り、『ワレ野島艦長トノ約束アリ、野島救援ノノチ避退ス」との信号を発した。
木村司令官が佐藤の要請を承認したため、朝潮は単艦で野島の救助に向かった。「野島」に近づいたところ近くに航行不能となった荒潮が漂流しており、朝潮は松本大佐を含め両艦（荒潮、野島）の生存者を救出後、ラバウルに向け避退に移った（荒潮は残留乗組員により退避を続行）。しかし直後に連合軍機多数（B-17爆撃機16機、A-20攻撃機12機、B-25爆撃機10機、ブリストル・ボーファイター5機、P-38戦闘機11機）が船団を攻撃、残存艦（神愛丸、太明丸、帝洋丸、野島）は相次いで被弾沈没した。被弾し航行不能となっていた大井川丸と駆逐艦2隻（荒潮、時津風）2隻も、同日から翌3月4日にかけて撃沈された。
朝潮は付近を行動していた日本軍艦船の中で唯一行動可能だったため、敵機の集中攻撃により航行不能となる。朝潮艦長吉井五郎中佐、荒潮艦長久保木英雄中佐以下多数の将兵がこの戦闘で戦死した。佐藤の命令により総員退艦命令が下され、朝潮艦橋にいた松本大佐（野島艦長）が佐藤にも脱出を進言したところ、拒否される。「いや、俺はもう疲れたよ。このへんでゆっくり休ませてもらうよ。さあ、貴様は早く退艦したまえ。」と発言したともいう。松本は佐藤と握手を交わして朝潮を離れた。しばらく泳いでから朝潮を振り返ってみると、沈みつつある朝潮前甲板の構造物に腰をかけ、艦橋を見上げる佐藤大佐の姿があったという。駆逐隊司令として太平洋での海戦参加回数27回、ガダルカナル島への輸送参加12回、挙げた武勲は数知れず、その挺身精神とその適切な状況判断能力で知られた歴戦の水雷屋であった佐藤もこうして戦死した。
満潮1隻だけとなった第8駆逐隊は4月1日附で解隊。佐藤は横須賀鎮守府附という扱いになる。生還した松本大佐も4月20日附で横須賀鎮守府附となった。
木村昌福少将（3月6日免第三水雷戦隊司令官。6月8日附で第一水雷戦隊司令官）は佐藤司令の最期を古賀峯一大将（当時、横須賀鎮守府司令長官）に報告。生前の軍功に報いる形で、佐藤は戦死後二階級特進、海軍中将に任ぜられている。

## 栄典
位階
- 1918年（大正7年）1月30日 - 正八位[83]
- 1920年（大正9年）1月20日 - 従七位[84]
- 1922年（大正11年）12月28日 - 正七位[85]
- 1928年（昭和3年）3月1日 - 従六位[86]
- 1933年（昭和8年）4月1日 - 正六位[87]
- 1938年（昭和13年）4月15日 - 従五位[88]

勲章
- 1926年（大正15年）10月9日 - 勲五等瑞宝章[89]
- 1934年（昭和9年）4月29日 - 旭日小綬章・昭和六年乃至九年事変従軍記章[90]
- 1938年（昭和13年）9月7日 - 勲三等瑞宝章[91]
- 1940年（昭和15年）11月10日 - 紀元二千六百年祝典記念章[92]